# Surazomus cumbalensis
Espèce
Synonymes
- Trithyreus cumbalensis Kraus, 1957

Surazomus cumbalensis est une espèce de schizomides de la famille des Hubbardiidae.

## Distribution
Cette espèce se rencontre en Colombie dans le département de Nariño et en Équateur dans la province de Pichincha,.

## Étymologie
Son nom d'espèce, composé de cumbal et du suffixe latin -ensis, « qui vit dans, qui habite », lui a été donné en référence au lieu de sa découverte, Cumbal.

## Publication originale
- Kraus, 1957 : Schizomidae aus Kolumbien (Arach., Pedipalpi-Schizopeltidia). Senckenbergiana biologica, vol. 38, p. 245-250.